# Hải cẩu lông mao cận Nam Cực
Hải cẩu lông mao cận Nam Cực (Arctocephalus tropicalis) là một loài động vật có vú trong họ Otariidae, bộ Ăn thịt. Loài này được J. E. Gray mô tả năm 1872.

## Hình ảnh

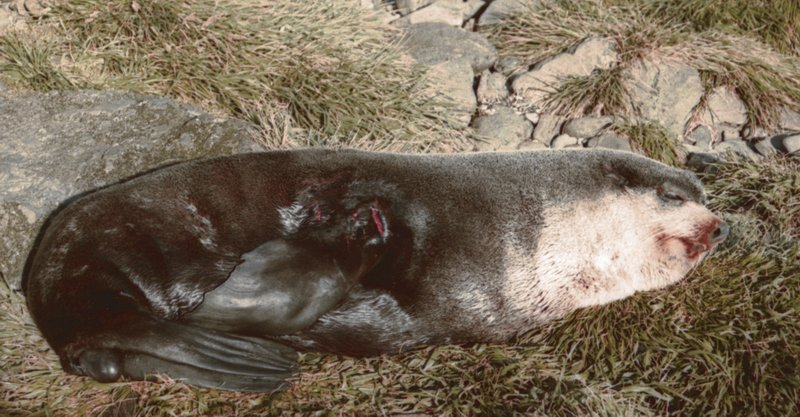
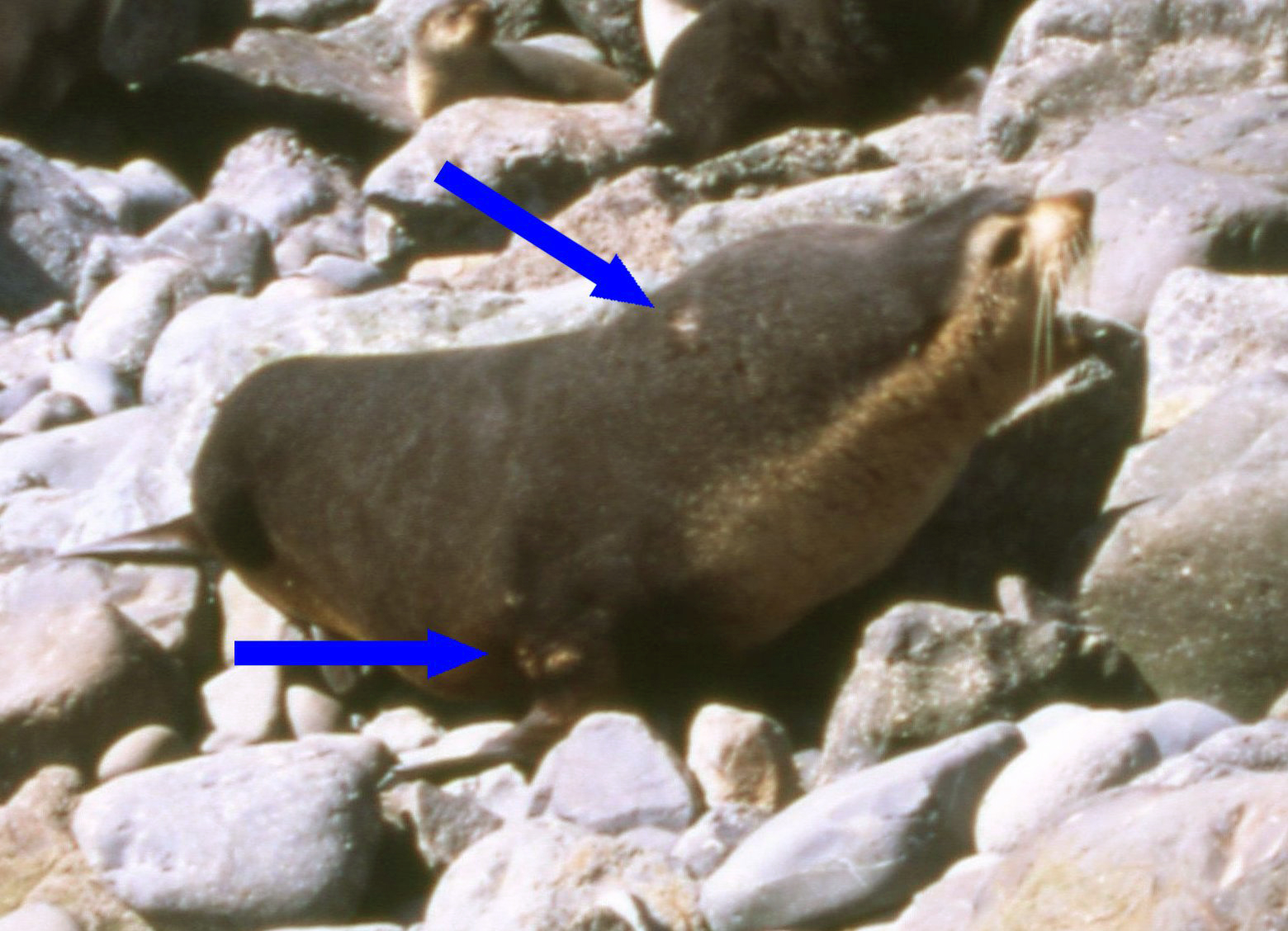